# لغات هندوإيرانية
اللغات الهندية الإيرانية المنحدرة من اللغات الهندوآرية ومن ثم اللغة السنسكريتية تواجدت في النطاق الذي يضم الدولة الهندية والدولة الإيرانية (الفارسية) القديمتين، وتكونت هذه اللغات أول الامر على شكل لهجات تنحدر من اللغات الأصلية لهذين الحضارتين القديمتين ولكن شيئا فشيئا بدأت هذه اللهجات المنحدرة من اللغات الأم تأخذ شكل لغة مستقلة خاصة بنفسها وذلك من خلال الهجرات التي قام بها سكان الأقاليم التي تشمل الحضارتين القديمتين وذلك بسبب الحروب القديمة التي كانت بين هاتين الحضارتين وماتخلف عنها من تأسير الهنود من قبل الفرس والعكس أيضا من جهة وكذلك الحروب التي كانت تشن على الأقاليم المجاورة لهاتين الحضارتين من جهة أخرى والعكس صحيح، علما أن التوسع المقدوني بقيادة اسكندر المقدوني الكبير 300 سنة قبل الميلاد له تأثير كبير على هذه اللغات ومن ثم انتشارها إلى أرجاء واسعة شملت بعض دول أوروبا، ومن هذا نلاحظ ظهور عائلة لغات جديدة ما تسمى بالهندوأوربية، بالإضافة إلى تأثير التوسع المغولي الذي ظهر في القرن الثالث عشر الميلادي بقيادة البرابرة المغول ومن أشهرهم جنكيز خان وأحفاده من بعده تيمورلنك وهولاكو الذين نشرو نطاق حكم البربر إلى أرجاء شاسعة باتجاه الغرب من الهضبة المغولية، لذا نلاحظ تشابه اللغات الهندوإيرانية والهندوأوربية إلى حد بعيد على العكس من تشابه اللغات الهندية مع اللغات الصينية والسبب في هذا يعود إلى أن هذه الحروب والتوسعات كانت في الجانب الغربي من جبال الهملايا والذي حال دون تمكن الجيوش من عبور هذه السلاسل الجبلية بسهولة من جهة ومن جهة أخرى أنه في هذه الأثناء أو العصور لم تكن الصين حضارة قوية أو دولة غنية تجلب الأطماع حولها لذا نرى هذا الارتباط بين اللغات الهندوإيرانية والهندوأوربية، علما أنه من الضروري الإشارة إلى أن هذه الأقوام التي كانت في الأراضي الهندو إيرانية كانت تقتات إما على الصيد والغزو التي أنتجت التصحر كما كانت بداية البشرية أو على الزراعة والتمدن التي أنتجت التحضر، لذا نلاحظ كثرة الغزوات والحروب في هذه الحقبة والمنطقة من التاريخ البشري.